# Операція «Штерфанг»
Операція «Штерфанг» (нім. Störfang — Лов осетра) — наступальна операція німецьких військ у червні-липні 1942 року з метою захоплення Севастополя.